# Aristolochiazuur I
Aristolochiazuur I is een van de twee bestanddelen van aristolochiazuur.